# Minister za gospodarski razvoj Italijanske republike
Minister za gospodarski razvoj Italijanske republike (italijansko Ministro dello Sviluppo Economico) je predstavnik ministrstva, ki je pristojno za proizvodne dejavnosti, mednarodno trgovino, komunikacije, energijo in enotnost gospodarstva.

## Zgodovina
Ministrstvo za gospodarski razvoj je v času republiškega obstoja največkrat zamenjalo ime in funkcije. V samem začetku (od leta 1861, torej še za časa kraljevine) je to bilo ministrstvo za kmetijstvo, industrijo in trgovino. Pozneje je bilo ukinjeno, razdeljeno na dve ministrstvi, nato na tri, nato spet združeno. Leta 1929 je bilo preimenovano, v zadnjih časih kraljevine preurejeno in obnovljeno, nato spet razdeljeno. Republiška vlada ga je prikrojila novim potrebam, leta 1966 je bilo ministrstvo razširjeno na obrtništvo, dokler ni bilo leta 1999 popolnoma preurejeno. Postalo je ministrstvo za proizvodnjo in je obsegalo kmetijstvo, industrijo, obrt, trgovino, zunanjo trgovino in komunikacije, toda že leta 2001 je sektor komunikacij dobil lastno ministrstvo, leta 2006 prav tako sektor zunanje trgovine. Leta 2008 so obe ministrstvi ter samo ministrstvo za proizvodnjo ukinili in sestavili ministrstvo za gospodarski razvoj.
Velja pripomniti, da je razlika med tem ministrstvom in ministrstvom za gospodarstvo in finance v nekaterih primerih samo finančnega značaja, na primer ministrstvo za gospodarski razvoj ugotovi potrebo po neki inovaciji, ministrstvo za gospodarstvo pa zadevo financira in koordinira njeno izvedbo.

## Pristojnosti
Glavne pristojnosti ministrstva za gospodarski razvoj so:
- sodelovanje pri inovacijah v velikih podjetjih; reindustrializacija;
- oblikovanje energetske strategije državnega obsega; upravljanje storitev na področju radia, elektrike in elektronike;
- upravljanje poštne službe: izdajanje kolkov in znamk;
- nadzor nad rudarskim izkoriščanjem in pridobivanjem zemeljskih plinov;
- nadzor nad konkurenco, cenami potrošniškega blaga in tarifami storitev; nadzor nad ponaredki; registracija patentov;
- skrb za enotno gospodarsko politiko na določenem ozemlju; podpiranje srednjih in malih podjetij;
- testiranje orožja za civilno uporabo.

Ministrstvo za gospodarski razvoj ima sedež v Rimu. Trenutni (2013) minister je Adolfo Urso.